# Prowincja Wschodnia (Egipt)

Lokalizacja muhafazy

Flaga muhafazy

Prowincja Wschodnia (arab. الشرقيّة, trl. Ash-Sharqiyyah, trb. Asz-Szarkijja) – prowincja gubernatorska (muhafaza) w Egipcie, w północnej części kraju. Zajmuje powierzchnię 4911 km². Stolicą muhafazy jest Az-Zakazik.
Według spisu powszechnego w listopadzie 2006 roku populacja muhafazy liczyła 5 354 041 mieszkańców, natomiast według szacunków 1 stycznia 2015 roku zamieszkiwało ją 6 485 412 osób.